# Musica moderna (album)
Musica moderna è il diciannovesimo album musicale di Ivano Fossati uscito il 10 ottobre 2008.

## Tracce
Testi e musiche di Ivano Fossati.
1. Il rimedio – 4:19
2. Miss America – 3:30
3. Cantare a memoria – 5:35
4. Il paese dei testimoni – 4:15
5. D'amore non parliamo più – 3:22
6. Last Minute – 4:40
7. Musica moderna – 4:51
8. La guerra dell'acqua – 3:48
9. Parole che si dicono – 3:51
10. Illusione – 4:27
11. L'amore trasparente – 4:54

## Formazione
- Ivano Fossati: pianoforte, chitarra elettrica, voce
- Pietro Cantarelli: pianoforte, Fender Rhodes, organo Hammond, fisarmonica, tastiera
- Fabrizio Barale: chitarra elettrica
- Riccardo Galardini: chitarra elettrica, acustica e a 12 corde
- Guido Guglielminetti: basso
- Claudio Fossati: batteria
- Vincenzo Zitello: baghet, tin wistle
- Riccardo Tesi: organetto diatonico

## Classifiche
| Classifica (2008) | Posizione massima |
| ----------------- | ----------------- |
| Italia            | 1                 |

### Classifiche di fine anno
| Classifica (2008) | Posizione |
| ----------------- | --------- |
| Italia            | 73        |